# New Bay
New Bay est un cheval de course français pur-sang, né en 2012. Propriété de son éleveur Khalid Abdullah, entraîné par André Fabre, il est monté en courses par Vincent Cheminaud.

## Carrière de courses
New Bay débute en fin de son année de 2 ans, en novembre, par une deuxième place dans un maiden, sa seule sortie de la saison. De retour à la compétition en avril 2015, il s'impose dans le Prix Machado, un maiden réputé sur l'hippodrome de Longchamp, sous la selle de Vincent Cheminaud, l'un des meilleurs jockeys d'obstacles qui tente une reconversion dans le plat et vient de signer un contrat de première monte avec l'écurie Abdullah. Malgré son manque d'expérience, New Bay est dirigé vers la Poule d'Essai des Poulains et s'y révèle au plus haut niveau, terminant deuxième de Make Believe. Sa fin de course laissant penser qu'il ne manque pas de tenue, il s'aligne au départ du Prix du Jockey-Club et remporte le Derby français, devant l'Irlandais Highland Reel alors à l'aube d'une très riche carrière. Cette victoire est aussi la première au niveau groupe 1 pour Vincent Cheminaud, 21 ans, qui n'a pas perdu son statut d'apprenti, puisqu'il n'a pas encore 70 victoires en plat. Il devient donc le premier apprenti à remporter la course depuis Serge Gorli en 1981.

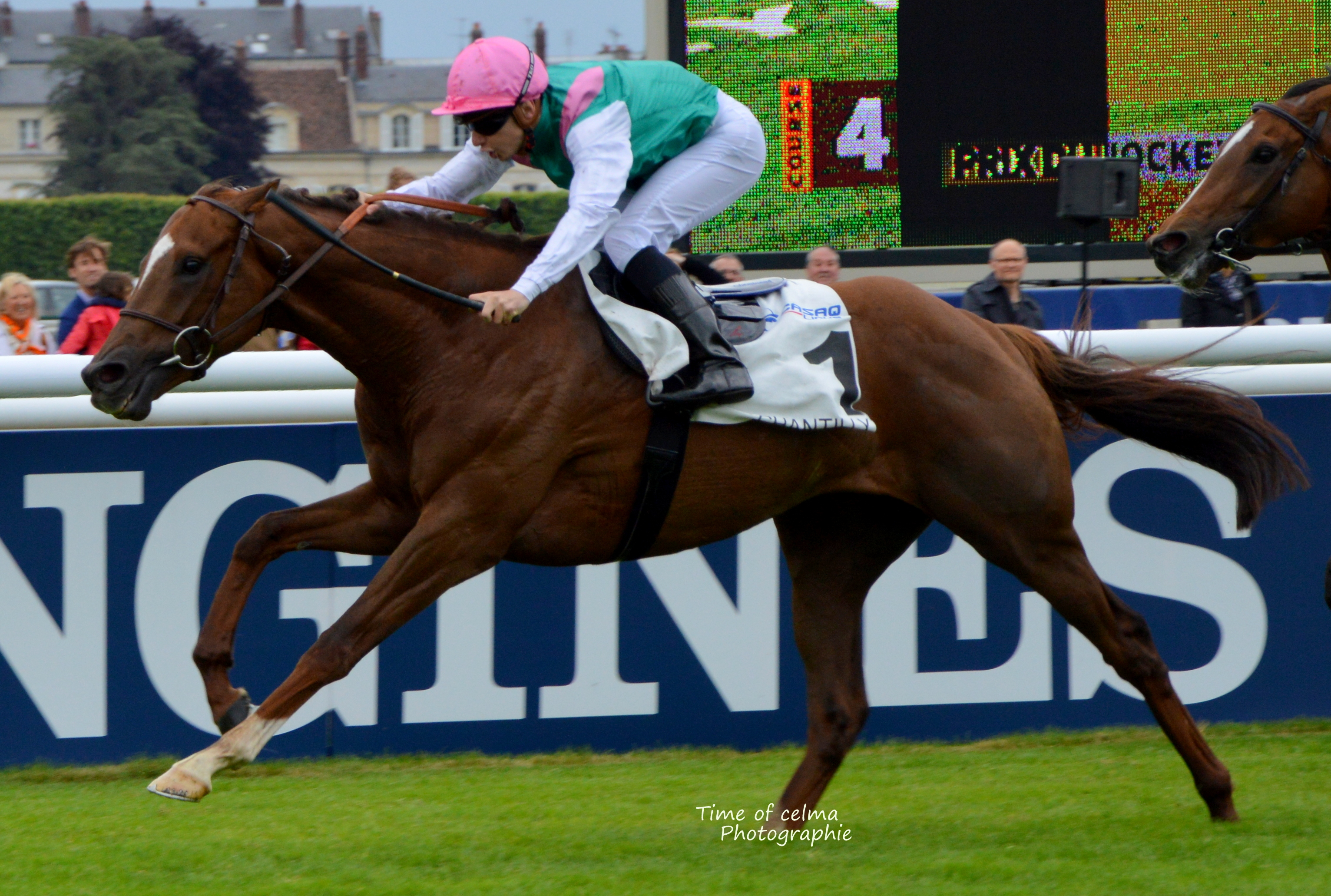
Victoire dans le Jockey-Club

New Bay prend quelques vacances après sa victoire à Chantilly, et fait une rentrée dans le Prix Guillaume d'Ornano, sur l'hippodrome de Deauville le 15 août. Le terrain est collant, mais cela ne l'empêche pas d'enchaîner. Un mois plus tard, son entraineur André Fabre rallonge le poulain en vue d'une candidature dans le Prix de l'Arc de Triomphe. New Bay passe brillamment le test des sur 2400 mètres dans le Prix Niel, ce qui le place parmi les plus sérieux challenger de Trêve, laquelle tente un triplé historique dans le l'Arc de Triomphe. Au betting, il est d'ailleurs placé entre la tenante du titre et Golden Horn, son alter ego anglais, leader de sa génération avec ses victoires dans le Derby, les Eclipse Stakes et les Irish Champion Stakes. Et c'est ce dernier qui l'emporte, nettement, tandis que New Bay échoue à la lutte pour la deuxième place face à son compagnon de couleurs, le 5 ans Flintshire, mais contient Trêve d'un nez et monte sur la troisième marche du podium. 
Maintenu à l'entraînement à 4 ans, New Bay reparait en piste sur une distance courte, les 1850 mètres du Prix d'Ispahan, mais sa rentrée est décevante, le cheval terminant sixième loin, très loin du Japonais A Shin Hikari. Après cette première contre-performance, le programme du cheval est quelque peu chamboulé et on ne le revoit qu'à l'été, dans le Prix Gontaut Biron. Cette semi-rentrée s'avère rassurante, New Bay l'emportant aisément. Mais l'automne approche et il doit encore courir une fois avant l'Arc. Ce sera dans les Irish Champion Stakes, pas vraiment une préparatoire de tout repos puisque cette édition s'annonce d'anthologie : au départ, l'auteur du doublé Derby/Derby d'Irlande, Harzand, la phénoménale Minding, déjà lauréate de 6 groupe 1, l'excellent Almanzor, son successeur au palmarès du Jockey-Club, Highland Reel, devenu un globe-trotter à succès ou encore Found, qui aligne – pour l'instant – les accessits d'honneur au plus haut niveau. New Bay défend chèrement sa peau, et termine au pied d'un podium composé d'Almanzor, Found et Minding. Malgré cette année en demi-teinte, New Bay retente sa chance dans le Prix de l'Arc de Triomphe, mais cette fois ne peut se mêler à la lutte finale. Il termine septième d'une édition remportée par Found devant Highland Reel et Order of St George. Sa carrière se termine là.

### Résumé de carrière
| Date         | Hippodrome   | Pays        | Course                     | Statut      | Distance    | Jockey       | Place       | Écart       | Vainqueur ou deuxième |
| 2014, 2 ans  | 2014, 2 ans  | 2014, 2 ans | 2014, 2 ans                | 2014, 2 ans | 2014, 2 ans | 2014, 2 ans  | 2014, 2 ans | 2014, 2 ans | 2014, 2 ans           |
| ------------ | ------------ | ----------- | -------------------------- | ----------- | ----------- | ------------ | ----------- | ----------- | --------------------- |
| 25 novembre  | Chantilly    | France      | Prix de Trossy             | Maiden      | 1 600 m     | M. Guyon     | 2e / 13     | 2           | Urjuwaan              |
| 2015, 3 ans  |              |             |                            |             |             |              |             |             |                       |
| 20 avril     | Longchamp    | France      | Prix Machado               | Course B    | 1 600 m     | V. Cheminaud | 1er / 6     | 1           | Tale of Life          |
| 10 mai       | Longchamp    | France      | Poule d'Essai des Poulains | Gr. 1       | 1 600 m     | V. Cheminaud | 2e / 18     | 3           | Make Believe          |
| 31 mai       | Chantilly    | France      | Prix du Jockey-Club        | Gr. 1       | 2 100 m     | V. Cheminaud | 1er / 14    | 1 ½         | Highland Reel         |
| 15 août      | Deauville    | France      | Prix Guillaume d'Ornano    | Gr. 2       | 1 200 m     | V. Cheminaud | 1er / 6     | 1 ½         | Dariyan               |
| 13 septembre | Longchamp    | France      | Prix Niel                  | Gr. 2       | 2 400 m     | V. Cheminaud | 1er / 7     | 2 ½         | Silverwave            |
| 4 octobre    | Longchamp    | France      | Prix de l'Arc de Triomphe  | Gr. 1       | 2 400 m     | V. Cheminaud | 3e / 17     | 2 ¼         | Golden Horn           |
| 2016, 4 ans  |              |             |                            |             |             |              |             |             |                       |
| 24 mai       | Chantilly    | France      | Prix d'Ispahan             | Gr. 1       | 1 850 m     | V. Cheminaud | 6e / 9      | 15          | A Shin Hikari         |
| 15 août      | Deauville    | France      | Prix Gontaut-Biron         | Gr. 3       | 2 000 m     | V. Cheminaud | 1er / 5     | 1 ½         | Arthenus              |
| 10 septembre | Leopardstown | Irlande     | Irish Champion Stakes      | Gr. 1       | 2 000 m     | V. Cheminaud | 4e / 12     | 5 ¼         | Almanzor              |
| 2 octobre    | Longchamp    | France      | Prix de l'Arc de Triomphe  | Gr. 1       | 2 400 m     | V. Cheminaud | 7e / 16     | 6 ¾         | Found                 |

## Au haras
New Bay rentre au haras en 2017, à Ballylinch Stud, en Irlande, au tarif de 20 000 € la saillie. En 2021, sa fille Saffron Beach lui offre une première victoire au niveau groupe 1 dans les Sun Chariot Stakes et une deuxième dans le Prix Rotschild en 2022. L'année suivante, son tarif est réévalué à 37 500 € puis 75 000 € en 2023, tandis qu'il se signale encore par l'entremise de Bay Bridge (vainqueur des Champion Stakes dans lequel il défit le crack Baaeed) et Bayside Boy (Queen Elizabeth II Stakes). 

## Origines
New Bay est l'un des meilleurs fils du crack étalon Dubawi, l'un des reproducteurs les plus réputés de la planète, l'un des plus chers aussi, à £ 350 000 la saillie.  
Côté maternel, New Bay ressort de l'une des plus belles lignées de l'élevage mondiale, celle de sa quatrième mère, la très influente Sorbus, véritable poulidor des classiques en 1975. Sa descendance contient une multitude de champions, dont d'importants étalons tels Oasis Dream ou Kingman, qui en assurent la continuité.
Sorbus (Busted) : 2e Irish Oaks, Irish 1000 Guineas, Irish St. Leger, Yorkshire Oaks. Mère de :
- Beldarian (Last Tycoon) : 2e Ballyroan Stakes (Gr.3). 4e Oaks.
  - Dariana (Redoute's Choice) : Queensland Derby (Gr.1, Australie). 2e Underwood Stakes (Gr.1)
- Klarifi (Habitat)
  - Fracas (In the Wings) : Derrinstown Stud Derby Trial Stakes (Gr.2), Classic Trial (Gr.3), Meld St (Gr.3). 2e Rheinland-Pokal, Mooresbridge Stakes (Gr.3), Ballyroan Stakes (Gr.3). 4e Derby.
- Bahamian (Mill Reef)
  - Coraline (Sadler's Wells)
    - Reefscape (Linamix) : Prix du Cadran, Hubert de Chaudenay (Gr.2), Gladiateur (Gr.3). 2e Gold Cup, Prix Ganay, Royal-Oak, Kergorlay (Gr.2), de Lutèce (Gr.3). 3e Coronation Cup, Prix de la Vicomtesse Vigier (Gr.2), de Barbeville (Gr.3).
    - Martaline (Linamix) : Prix Maurice de Nieuil (Gr.2), d'Hédouville (Gr.3). 2e Grand Prix de Chantilly, Prix Foy. 3e Prix Jean-de-Chaudenay.
    - Costal Path (Halling) : Prix Hubert de Chaudenay (Gr.2), Vicomtesse Vigier (Gr.2), de Lutèce (Gr.3), de Barbeville (Gr.3). 2e Prix Kergorlay (Gr.2) d'Hédouville (Gr.3). 3e Gold Cup.
    - Clear Thinking (Rainbow Quest) : 2e Prix Berteux (Gr.3). 3e Prix Maurice de Nieuil (Gr.2), Vicomtesse  Vigier (Gr.2), Hubert de Chaudenay (Gr.2).

  - Trellis Bay (Sadler's Wells)
    - Bellamy Cay (Kris) : Prix Maurice de Nieuil (Gr.2), d'Hédouville (Gr.3). 2e Prix Royal-Oak. 3e Grand Prix de Chantilly.
    - Cinnamon Bay (Zamindar)
      - New Bay

  - Wemyss Bight (Dancing Brave) : Irish Oaks, Prix de Malleret (Gr.2), Cléopâtre (Gr.3), Pénélope (Gr.3). 2e Prix Vermeille.
    - Beat Hollow (Sadler's Wells) : Grand Prix de Paris, Arlington Million, Woodford Reserve Turf Classic (Gr.1, USA), Manhattan Handicap (Gr.1, USA). 2e Eddie Read Handicap (Gr.1, USA). 3e Derby, Keeneland Turf Mile Stakes (Gr.1, USA).

  - Hope (Dancing Brave)
    - Oasis Dream (Green Desert) : Middle Park Stakes, July Cup, Nunthorpe Stakes.
    - Zenda (Zamindar) : Poule d'Essai des Pouliches. 2e Coronation Stakes, Queen Elizabeth II Challenge Cup (Gr.1, USA).
      - Kingman (Invincible Spirit) : Irish 2000 Guineas, St. James's Palace Stakes, Sussex Stakes, Prix Jacques Le Marois.
      - Remote (Dansili) : Tercentenary Stakes (Gr.3)
      - First Eleven (Frankel) : 3e Cumberland Lodge Stakes (Gr.3)

### Pedigree
| Origines de New Bay (GB), mâle alezan né en 2012 | Origines de New Bay (GB), mâle alezan né en 2012 | Origines de New Bay (GB), mâle alezan né en 2012 | Origines de New Bay (GB), mâle alezan né en 2012 |
| ------------------------------------------------ | ------------------------------------------------ | ------------------------------------------------ | ------------------------------------------------ |
| Père Dubawi                                      | Dubai Millennium                                 | Seeking The Gold                                 | Mr. Prospector                                   |
| Père Dubawi                                      | Dubai Millennium                                 | Seeking The Gold                                 | Con Game                                         |
| Père Dubawi                                      | Dubai Millennium                                 | Colorado Dancer                                  | Shareef Dancer                                   |
| Père Dubawi                                      | Dubai Millennium                                 | Colorado Dancer                                  | Fall Aspen                                       |
| Père Dubawi                                      | Zomaradah                                        | Deploy                                           | Shirley Heights                                  |
| Père Dubawi                                      | Zomaradah                                        | Deploy                                           | Slightly Dangerous                               |
| Père Dubawi                                      | Zomaradah                                        | Jawaher                                          | Dancing Brave                                    |
| Père Dubawi                                      | Zomaradah                                        | Jawaher                                          | High Tern                                        |
| Mère Cinnamon Bay                                | Zamindar                                         | Gone West                                        | Mr. Prospector                                   |
| Mère Cinnamon Bay                                | Zamindar                                         | Gone West                                        | Secrettame                                       |
| Mère Cinnamon Bay                                | Zamindar                                         | Zaizafon                                         | The Minstrel                                     |
| Mère Cinnamon Bay                                | Zamindar                                         | Zaizafon                                         | Mofida                                           |
| Mère Cinnamon Bay                                | Trellis Bay                                      | Sadler's Wells                                   | Northern Dancer                                  |
| Mère Cinnamon Bay                                | Trellis Bay                                      | Sadler's Wells                                   | Fairy Bridge                                     |
| Mère Cinnamon Bay                                | Trellis Bay                                      | Bahamian                                         | Mill Reef                                        |
| Mère Cinnamon Bay                                | Trellis Bay                                      | Bahamian                                         | Sorbus (Famille 19)                              |